# قطعنامه ۴۶۷ شورای امنیت
قطعنامه ۴۶۷ شورای امنیت سازمان ملل متحد که در تاریخ ۲۴ آوریل ۱۹۸۰ تصویب شد، سندی بین‌المللی دربارهٔ اسرائیل-لبنان است. این قطعنامه طی نشست ۲٬۲۱۸ام با ۱۲ موافق، ۰ مخالف و ۳ ممتنع تصویب شد.